# Double LIVE!
Double LIVE! dvostruko je CD izdanje uživo švedskog glazbenika, gitarista Yngwie Malmsteena koji je objavljen 1998. godine. Materijal na albumu sniman je na svjetskoj turneji 1998.g. u Brazilu.

## Popis pjesama

### CD 1
1. "My Resurrection" – 5:38
2. "Facing the Animal" – 4:21
3. "Rising Force" – 5:08
4. "Bedroom Eyes" – 5:54
5. "Far Beyond the Sun" – 9:14
6. "Like an Angel" – 6:08
7. "Braveheart" – 4:52
8. "Seventh Sign" – 6:44
9. "Guitar solo" (Trilogy Suite, Red House, Badinere) – 15:03

### CD 2
1. "Gates of Babylon" – 7:45
2. "Alone in Paradise" – 4:54
3. "Pictures of Home" – 4:38
4. "Never Die" – 6:56
5. "Black Star" – 7:18
6. "I'll See the Light, Tonight" – 4:48

## Osoblje
- Yngwie J. Malmsteen - Električna gitara, Vokal u skladbi "Red House"
- Mats Leven - Vokal
- Mats Olausson - Klavijature
- Barry Dunaway - Bas gitara
- Jonas Ostman - Bubnjevi
- Rich DiSilvio - Dizajn